# Schleierinjektion
Die Schleierinjektion oder auch Vergelung ist ein Verfahren, bei dem erdberührte Bauteile wie Keller, Tunnel, Kanäle und Schächte mit Feuchtigkeitseintritt mittels Injektionsdichtung nachträglich abgedichtet werden. Bei der Schleierinjektion wird eine abdichtende Gelschicht zwischen Erdreich und Bauwerk verbracht. Die Abdichtung erfolgt mittels Polyacrylat-Gel von der Gebäudeinnenseite her. Dieses Verfahren ist vor allem geeignet, wenn die betroffenen Bauteile von außen nicht mehr freigelegt werden können.